# Villavaser
Villavaser, o Viḷḷabaser en asturià, és una parròquia del conceyu asturià d'Allande. Té una superfície de 3,94 km² i una població de 79 habitants (INE Arxivat 2016-03-03 a Wayback Machine., 2011) repartides en els 4 nuclis que la formen.
El nucli de Villavaser se situa a 540 msnm en la vora esquerra del riu Nisón. Es troba a 5,5 km de Pola de Allande.
El seu codi postal és el 33889.

## Entitats de població
- Figueras
- Piniella
- Riovena
- Villavaser